# Zeller Hochterrasse
Die Zeller Hochterrasse östlich des Dorfes Zell, eines Ortsteils der Gemeinde Bad Grönenbach im Landkreis Unterallgäu (Bayern), ist ein eingetragenes Geotop mit der Nummer 778R005. Das Geotop auf einer Höhe von 680 m ü. NN erstreckt sich auf einer Länge von 3100 Metern mit einer Breite von 30 Metern und einer Höhe von 10 Metern auf einer Fläche von 93.000 m². Es ist zur geologischen Raumeinheit der Iller-Lech-Region zugehörig und gehört zu den klassischen Forschungsgebieten der Quartärgeologie. Mittels der deutlich gegliederten Schotterterrassen konnte Albrecht Penck die Mehrgliedrigkeit des Pleistozäns nachweisen. Der Talgrund stammt aus der Würmeiszeit und wird von der Hochterrasse aus der Rißeiszeit begrenzt, welche selbst wiederum im Westen durch eine Terrasse der Mindeleiszeit begrenzt wird. Das nicht unter Schutz stehende Geotop ist vollständig natürlichen Ursprungs und gilt als Exkursions-, Forschungs- und Lehrobjekt. Das Bayerische Landesamt für Umwelt klassifiziert das bedeutende Geotop in der Region als selten und überregional als häufig. 